# Sympetrum vicinum
Sympetrum vicinum är en trollsländeart som först beskrevs av Hagen 1861.  Sympetrum vicinum ingår i släktet ängstrollsländor, och familjen segeltrollsländor. Inga underarter finns listade i Catalogue of Life.

## Bildgalleri

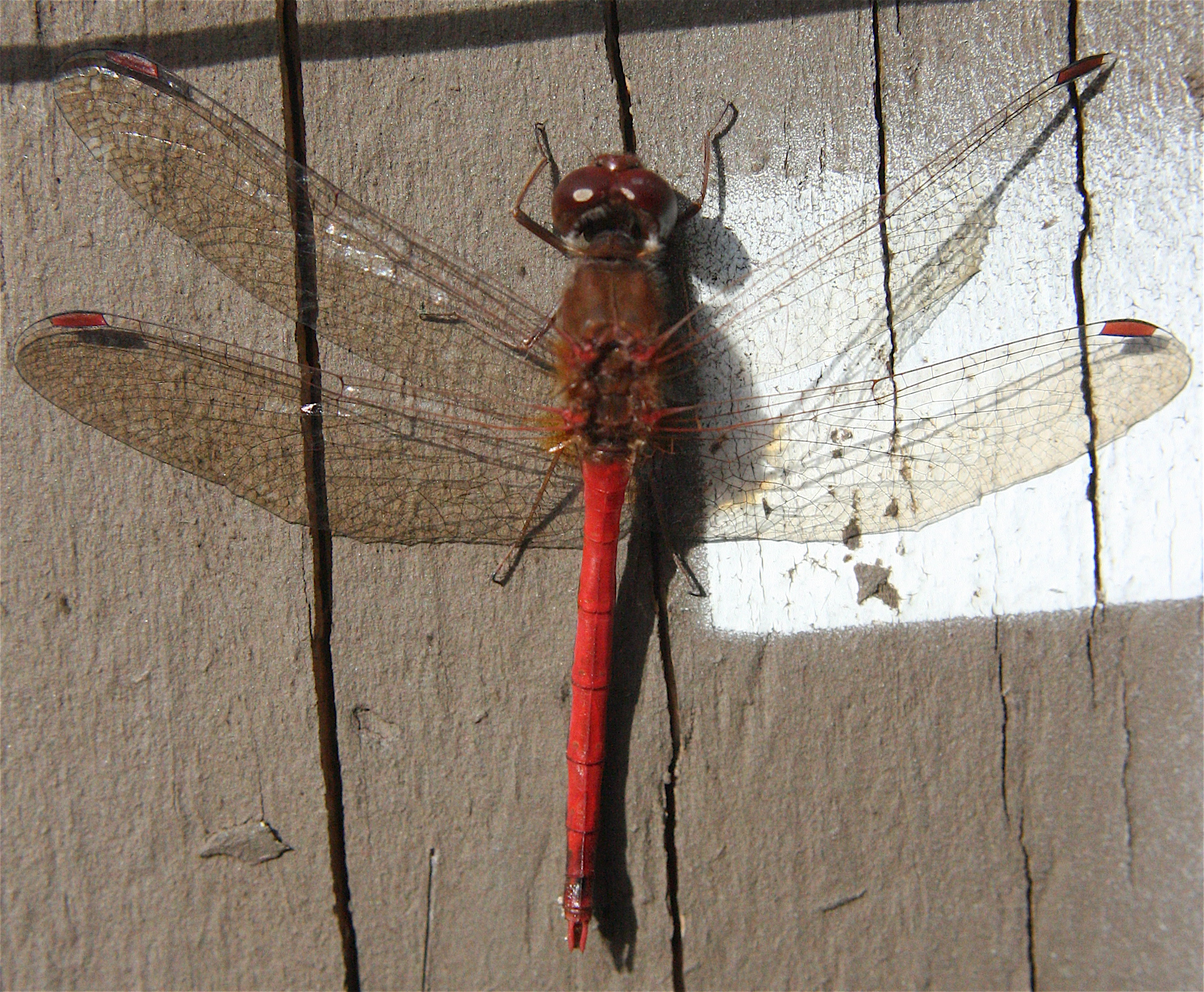
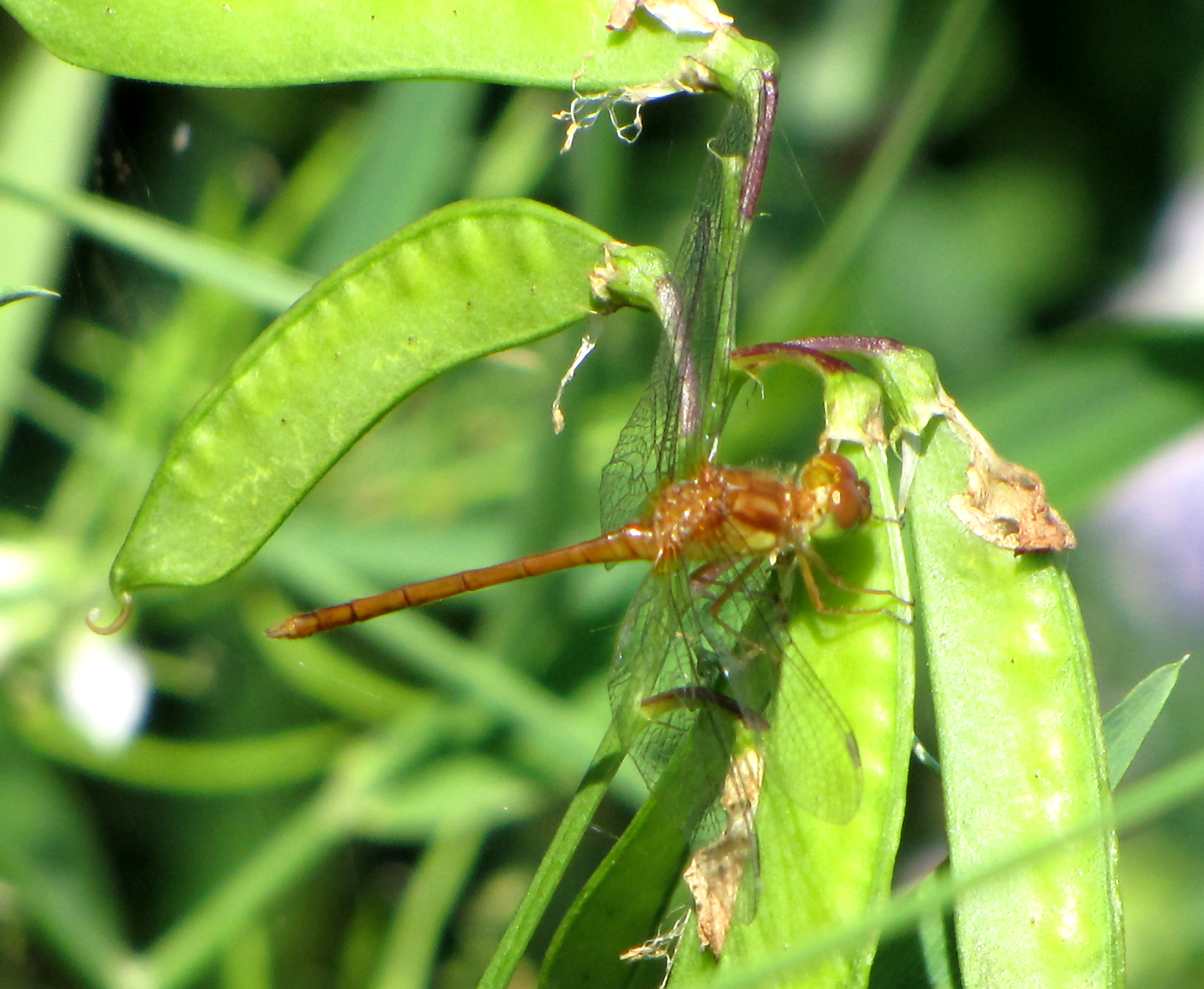
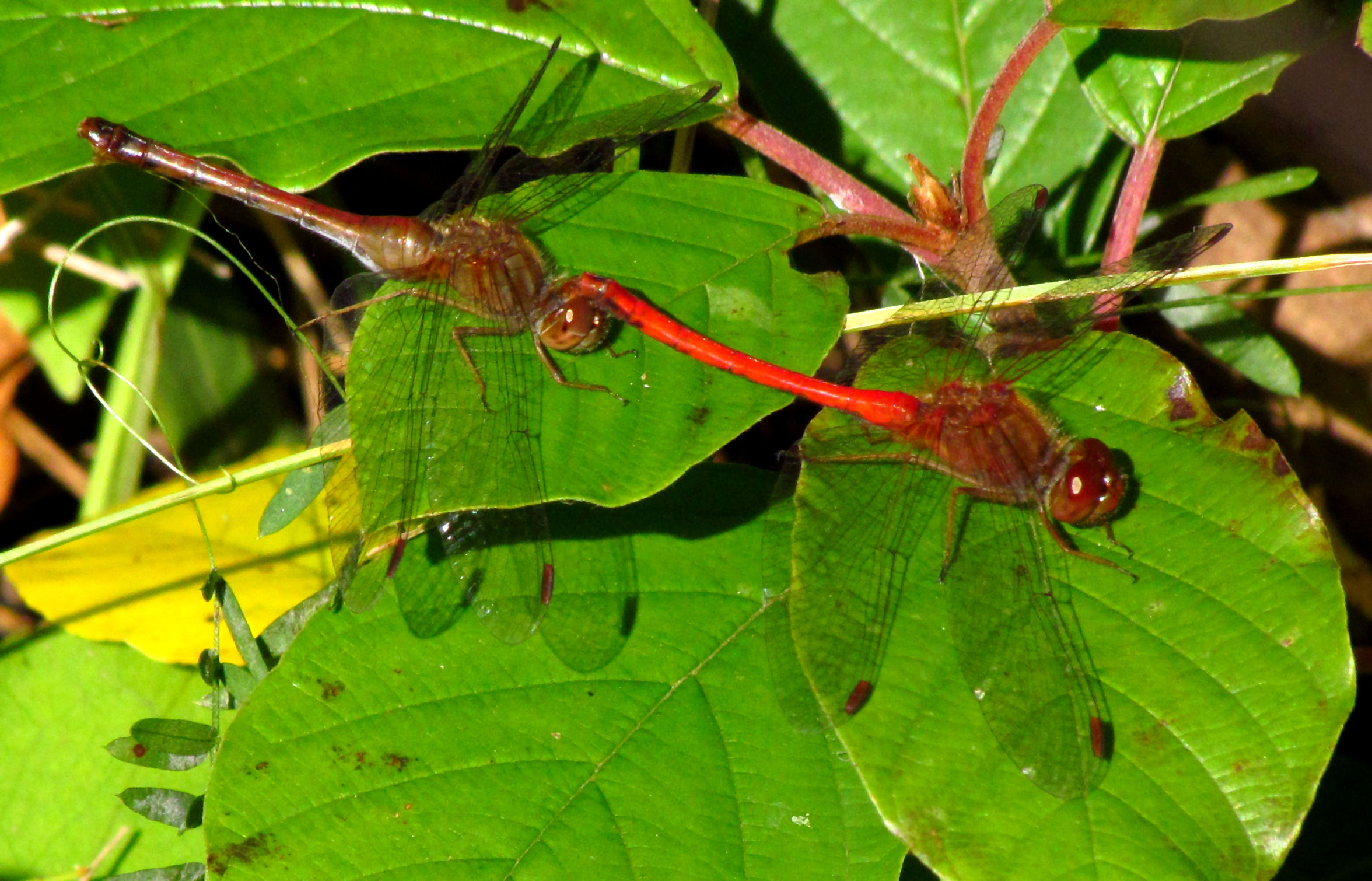
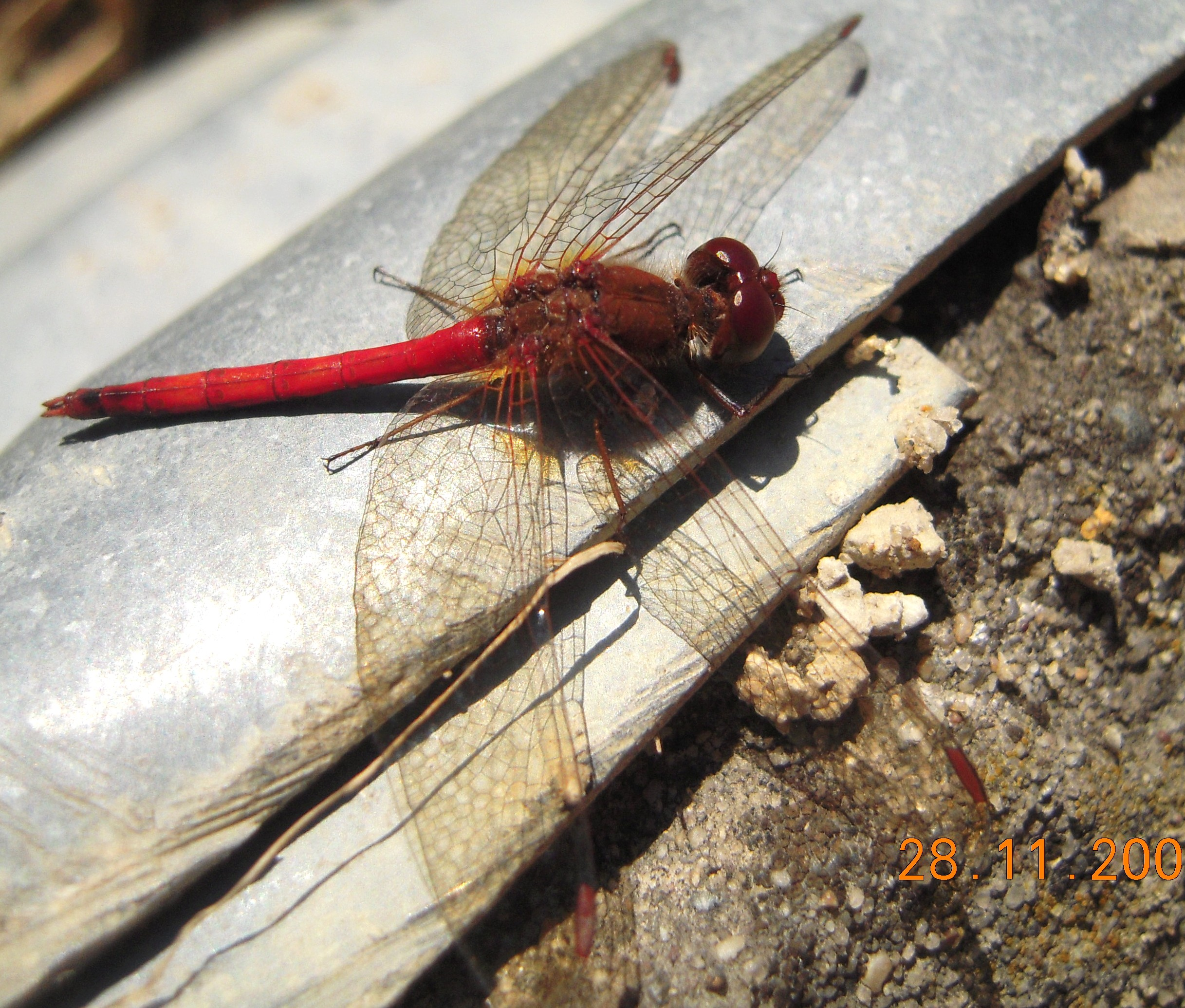
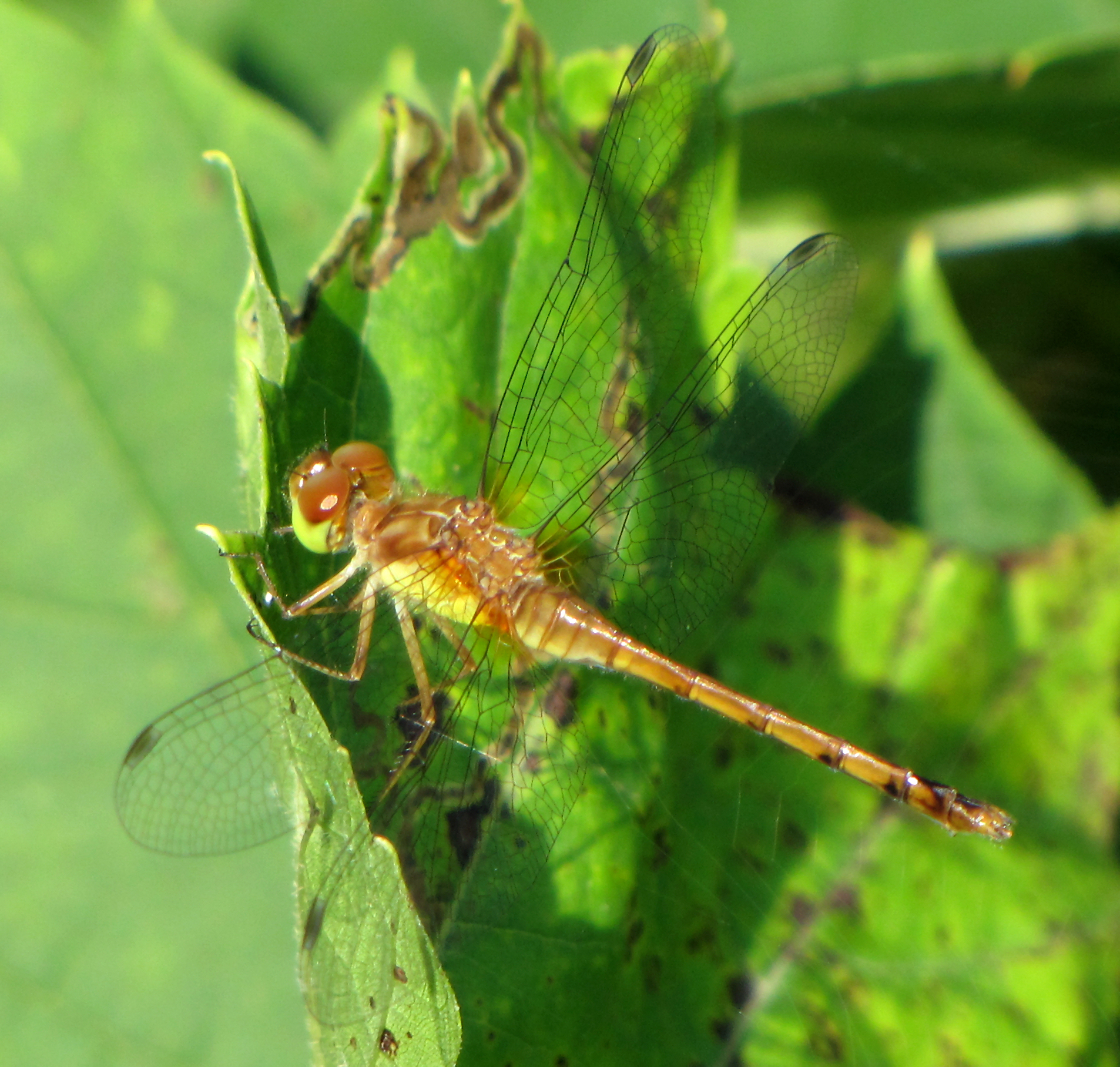